# Heinkel He 100
Heinkel He 100 byl německý jednomístný jednomotorový stíhací dolnoplošník, vyvinutý firmou Heinkel v druhé polovině 30. let 20. století.

## Vznik

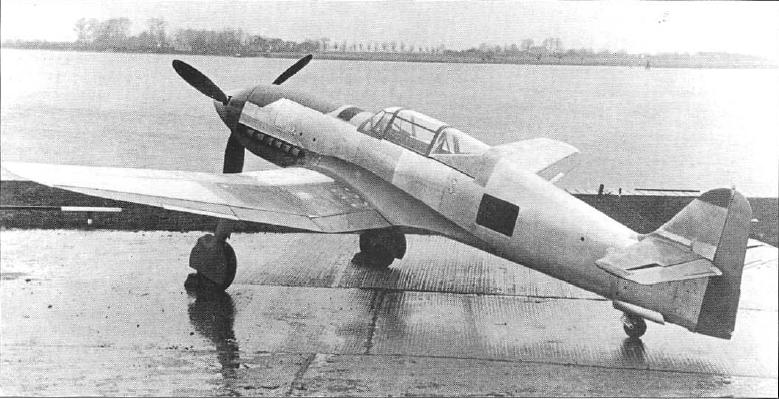
Prototyp He 100 V1 na továrním letišti

Na počátku roku 1937 vyhlásil Technický úřad první požadavky týkající se nástupce letounu Messerschmitt Bf 109. V květnu téhož roku zahájil Siegfried Günter pod dohledem tehdejšího ředitele a šéfa konstrukční kanceláře Heinricha Hertela práce na projektu nového stíhacího stroje označeného Projekt 1035. Tento projekt zahrnoval dvě varianty lišící se použitým křídlem. Standardní stíhací verze s rozpětím 9,40 m a druhá verze s rozpětím 7,60 m určená k překonání světového rychlostního rekordu. V říjnu 1937 Ernst Heinkel oficiálně informoval Ernsta Udeta o existenci této jeho soukromé aktivity. Následně operační štáb vojenského letectva rozhodl o objednávce tří prototypů a deseti předsériových kusů s označením He 100. První prototyp He 100 V1 (imatrikulace D-ISVR) s motorem DB 601 M o výkonu 750 kW byl zalétán Hansem Dieterlem 22. ledna 1938 na továrním letišti v Marienehe.

## Vývoj
V březnu 1938 byl zalétán druhý prototyp He 100 V2 (D-IUOS) s vylepšeným systémem chlazení motoru DB 601. Zvětšena byla také svislá ocasní plocha, která měla zlepšit stabilitu ve vodorovném letu. Zesílen byl rovněž potah křídla. Letoun určený k překonání rychlostního rekordu ve vodorovném letu na uzavřené trati 100 km poháněla speciální verze motoru DB 601 Re II s možností zvýšení výkonu na 1176 kW.
Třetí prototyp He 100 V3 (D-ISVR) vycházející konstrukčně z V2 měl překonat světový rekord v maximální rychlosti ve vodorovném letu. Kryt jeho kokpitu měl nový aerodynamičtější tvar, křídlo se vyznačovalo menším rozpětím a nosnou plochou. Pohon zajišťoval motor DB 601 Re V se zvýšenými otáčkami z 2480 na 3000 za minutu s přídavným vstřikováním metylalkoholu o maximálním výkonu 1324 kW po dobu pěti minut. Vzhledem k jeho životnosti 30 minut probíhaly testy třetího prototypu s klasickou pohonnou jednotkou DB 601 A, výkonnější varianta měla být instalovaná až před rekordem.

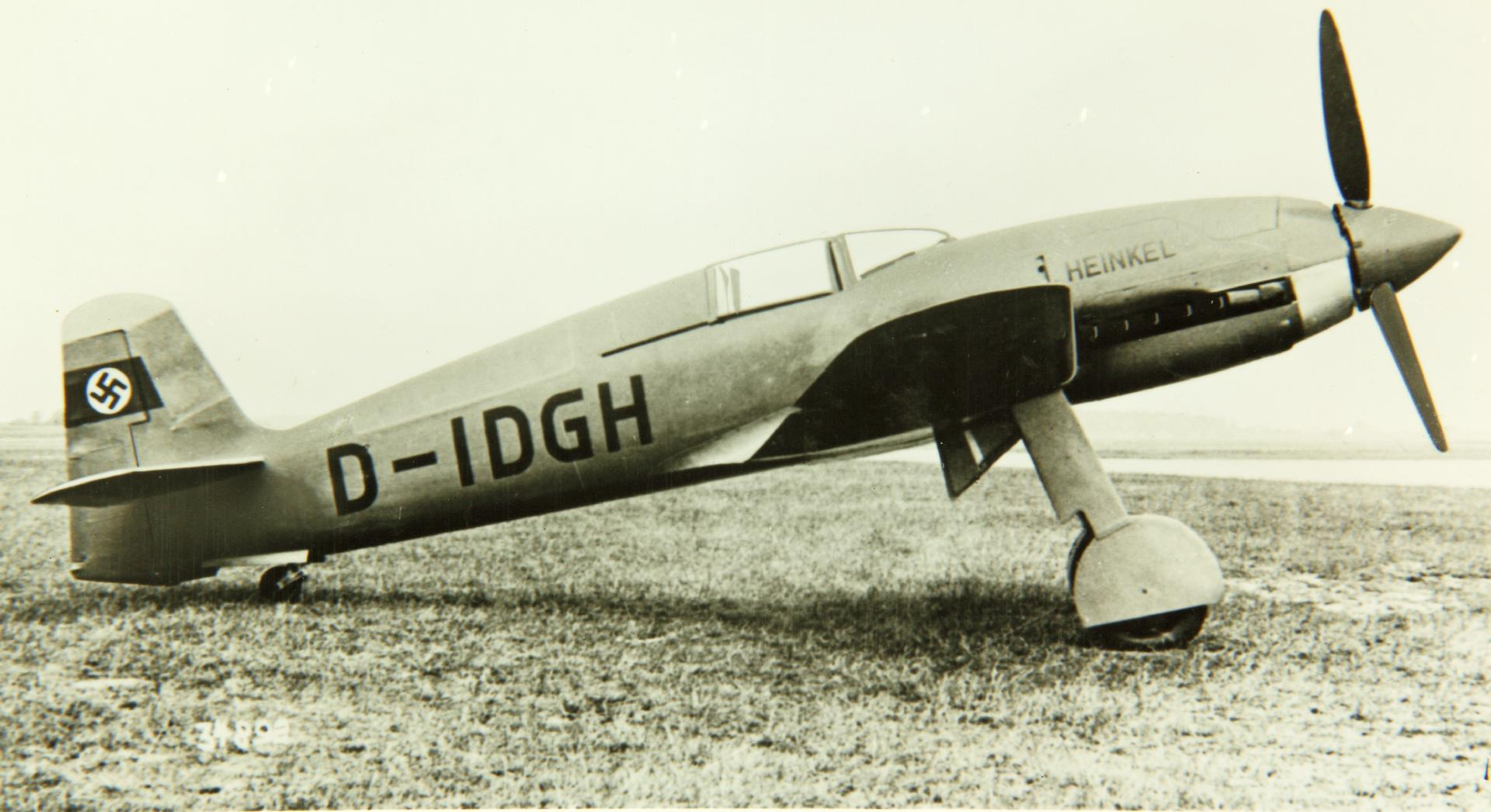
He 100 V8

Další prototyp He 100 V4 měl představovat vzor plánované verze B, stejně jako He 100 V5 (HE+BE).
He 100 V6 dokončený v březnu 1939 měl zabudovaný motor DB 601 Aa o vzletovém výkonu 864 kW a společně s He 100 V7, zalétaným 24. května, představovaly vzory pro plánovanou variantu C. Ještě před jejich dokončením byl hotov další rekordní stroj He 100 V8 (D-IDGH). Byl vybaven stejným křídlem i motorem jako V3, rozdíl byl v ještě nižším krytu kabiny.
Začátkem léta 1939 byl dokončen další představitel plánované varianty C, He 100 V9. Jako první měl zabudovanou hlavňovou výzbroj složenou z kanónu MG FF ráže 20 mm střílejícího osou třílisté vrtule a dvou kulometů MG 17 ráže 7,92 mm uložených v kořenech křídla. He 100 V10 sloužil k pozemním statickým zkouškám.
Poslední tři exempláře z první objednávky byly dokončeny jako He 100 D-0, z nichž byl první (D-ITLR) zalétán v září 1939. Tyto letouny měly jinak tvarovaný kryt kabiny a mírně zmenšenou svislou ocasní plochu. Výzbroj byla identická s V9. Následně společnost Heinkel rozběhla ve vlastní režii montáž dvanácti letounů He 100 D-1.

## Rekordní lety

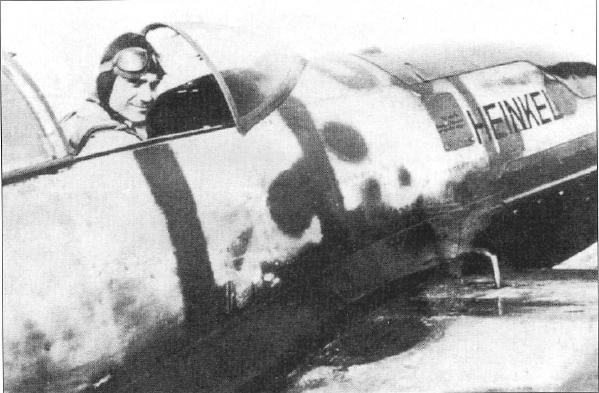
Hans Dieterle v kokpitu Не 100 V8 po rekordním letu 30. března 1939

Letoun He 100 se stal na krátkou dobu držitelem absolutního rychlostního rekordu. Nejprve s druhým prototypem V2 dosáhl Generalmajor Ernst Udet 5. června 1938 rychlosti 634,73 km/h na uzavřené trati 100 km. Let probíhal na trase Wüstrow-Müritz-Wüstrow ve výšce 5500 m. Pro zvýšení popularity typu Heinkel He 112 v zahraničí byl rekordní let připsán stroji s označením He 112 U.
Další pokus o překonání rychlostního rekordu proběhl začátkem září 1938 s prototypem V3 ve Warnemünde. Po startu se však nezatáhla jedna podvozková noha, takže pokus o překonání rekordu nešlo zrealizovat. Zkušební pilot Gerhard Nietske nechtěl riskovat přistání, vystoupal do výšky a opustil stroj na padáku. Při výskoku utrpěl lehká zranění úderem o kýlovou plochu.
Absolutního světového rekordu se dočkal 30. března 1939 až osmý prototyp V8, který v Oranienburgu dosáhl rychlosti 746,606 km/h. Stroj pilotovaný Hansem Dieterlem proletěl ve výšce 75 m tříkilometrový měřicí úsek tam a zpět. Použitá měřicí zařízení Askania, Lorenz a Telefunken pracovala s přesností 0,001 s. Rekord byl překonán již v dubnu 1939 typem Messerschmitt Me 209. Přípravy k dalšímu rekordnímu letu V8 zastavil 12. července 1939 náčelník inženýrského odboru Úřadu generálního zbrojmistra Luftwaffe ing. Lucht.

## Export

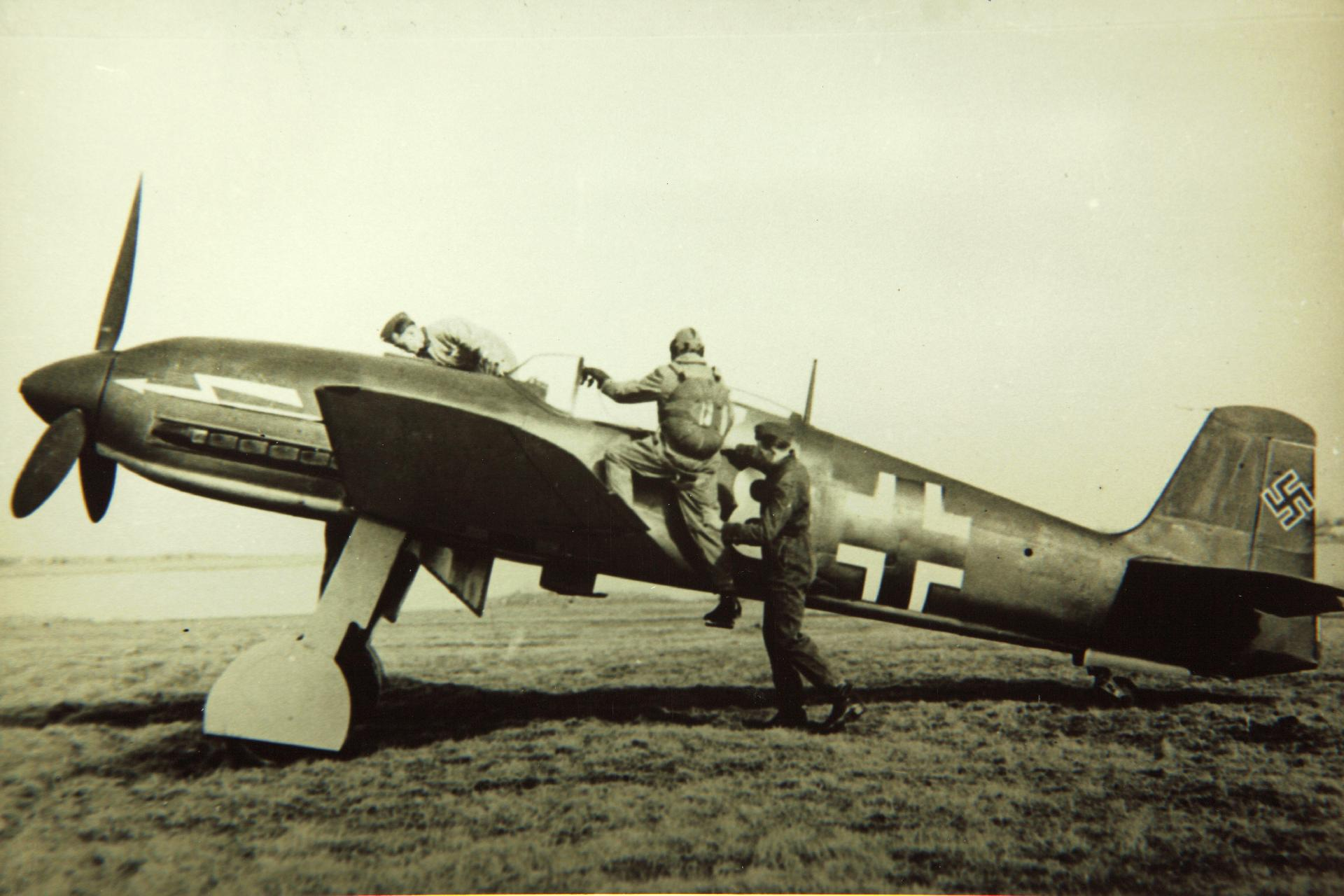
He 100 D na letišti

Tři předsériové He 100 D-0 byly i s licenčními právy dodány do Japonska, ovšem nikdy se zde nevyráběly. Dodány byly v květnu 1940. Je možné, že svou koncepcí ovlivnily vývoj jediného významného japonského stíhacího letounu s kapalinou chlazeným motorem Kawasaki Ki-61 Hien.
Šest prototypů He 100 V1, V2, V4 V5 a V7 bylo od jara 1940 zkoušeno v SSSR a údajně ovlivnily vývoj sovětského stíhače Jak-3. Jednání o zahájení sériové výroby He 100 v Maďarsku firmou Manfred Weiss v Budapešti nebylo úspěšné.
He 100 nikdy nebyl přijat do výzbroje Luftwaffe. Za války byly vyrobené kusy používány k propagandistickým účelům pod fiktivním označením Heinkel He 113. Sloužily také v letce bránící mateřskou továrnu v Rostocku-Marienehe.

## Specifikace (He 100 D-1)
Údaje dle

### Technické údaje
- Osádka: 1
- Rozpětí: 9,40 m
- Délka: 8,20 m
- Výška: 3,60 m
- Nosná plocha: 14,60 m²
- Hmotnost prázdného letounu: 1810 kg
- Vzletová hmotnost: 2 500 kg
- Pohonná jednotka: 1 × invertní, kapalinou chlazený dvanáctiválec do V (60°) Daimler-Benz DB 601M
- Výkon pohonné jednotky: 1 175 k (864 kW)

### Výkony
- Maximální rychlost: 620 km/h u země
- Maximální rychlost: 670 km/h ve výšce 5 000 m
- Cestovní rychlost: - km/h
- Dolet: 1010 km
- Dostup: 10 500 m
- Rychlost výstupu do letové hladiny na 6 000 m za 7 min 48 s

### Výzbroj
- 1 × kanón MG FF ráže 20 mm
- 2 × kulomet MG 17 ráže 7,9 mm nebo 2 × kanón MG 151 ráže 20 mm v křídle